# Pic de l'Esquena d'Ase
El Pic de l'Esquena d'Ase, anomenat Puig d'Ombriaga a la Catalunya del Sud, és una muntanya de 2.626,3 m alt situada a l'eix de la serralada principal dels Pirineus, entre el Ripollès i el Conflent, en el límit dels termes municipal de Setcases i comunal de Fontpedrosa.
Està situat quasi a l'extrem sud-oriental del terme de Fontpedrosa i al nord-oest del de Setcases, al sud-oest del Puig de Morens i al nord-est del Coll del Gegant.